# Cleptocracia
Cleptocracia (do grego, κλέπτης kléptēs, "ladrão", κλέπτω kléptō, "roubar", e -κρατία -kratía de κράτος krátos, "poder, governo") é um governo cujos líderes corruptos (cleptocratas) usam o poder político para se apropriar da riqueza de sua nação, geralmente com o desvio ou apropriação indevida de fundos do governo às custas da população em geral. O termo Ladrocracia (do inglês, thievocracy) significa literalmente o governo por roubo e é um termo usado como sinônimo de cleptocracia. Uma característica do roubo socioeconômico de base política é que muitas vezes não há anúncio público explicando ou se desculpando por apropriações indevidas, nem quaisquer acusações legais ou punições cobradas contra os infratores.
A cleptocracia é diferente da plutocracia (governo dos mais ricos) e da oligarquia (governo de uma pequena elite). Em uma cleptocracia, os políticos corruptos enriquecem secretamente e ilegalmente, por meio de propinas, subornos e favores especiais, ou simplesmente direcionam fundos do estado para si próprios e seus associados. Além disso, os cleptocratas frequentemente enviam grande parte de seus lucros para países estrangeiros, para garantir segurança financeira caso percam o poder.

## Características
As cleptocracias geralmente estão associadas a ditaduras, oligarquias, ditaduras militares ou outras formas de governo autocrático e nepotista em que a supervisão externa é impossível ou inexiste. Essa falta de supervisão pode ser causada ou exacerbada pela capacidade dos funcionários cleptocráticos de controlar tanto a oferta de fundos públicos quanto os meios de desembolso desses fundos.
Os governantes cleptocráticos costumam tratar o tesouro de seu país como uma fonte de riqueza pessoal, gastando fundos em bens de luxo e extravagâncias como acham adequado. Muitos governantes cleptocráticos transferem secretamente fundos públicos para contas bancárias pessoais ocultas e numeradas em países estrangeiros para se sustentarem caso sejam destituídos do poder.
A cleptocracia é mais comum em países em desenvolvimento e nações em colapso, cujas economias dependem do comércio de recursos naturais. A dependência das nações em desenvolvimento das receitas de exportação constitui uma forma de renda econômica e é mais fácil de ser desviada sem causar a diminuição da receita. Isso leva ao acúmulo de riqueza para as elites e a corrupção pode servir a um propósito benéfico ao gerar mais riqueza para o estado.
Em uma nação em colapso, a dependência de importações de países estrangeiros torna-se provável à medida que os recursos internos da nação se esgotam, obrigando-se contratualmente aos parceiros comerciais. Isso leva à cleptocracia, pois as elites fazem acordos com adversários estrangeiros para manter o status quo pelo maior tempo possível.
Para alguns observadores, um governo de ladrões permite que os politicamente conectados redirecionem a riqueza para aqueles considerados mais dignos pelos funcionário do aparato do Estado. De acordo com alguns especialistas, uma razão pela qual os órgãos governamentais subscrevem políticas propensas ao roubo é estabelecer as bases para a socialização do trabalho e da propriedade em um esforço para permitir que os ladrões tornem a população "subserviente a uma autoridade institucionalizada". O colunista Paul Greenberg, ao escrever contra a ideia dos Estados Unidos enviarem grandes quantidades de ajuda externa à Polônia em 1989, argumentou que a Polônia estava emergindo de "40 anos de uma ladrocracia comunista que obliterou não apenas o progresso econômico, mas também a ideia de uma economia moderna."
Um caso específico de cleptocracia é Raubwirtschaft, alemão para "economia de pilhagem" ou "economia de rapina", onde toda a economia do estado é baseada no roubo, saque e pilhagem dos territórios conquistados. Esses estados estão em guerra contínua com seus vizinhos ou simplesmente sugam seus súditos, desde que tenham algum ativo tributável. Arnold Toynbee afirmou que o Império Romano era um Raubwirtschaft.

## Sistema financeiro
Estudos contemporâneos identificaram as cleptocracias do século XXI como um sistema financeiro global baseado na lavagem de dinheiro (que o Fundo Monetário Internacional estimou que compreende 2 a 5% da economia mundial). Os cleptocratas se envolvem na lavagem de dinheiro para ocultar as origens corruptas de sua riqueza e protegê-la de ameaças domésticas, como instabilidade econômica e rivais cleptocráticos predatórios. Eles são então capazes de garantir essa riqueza em ativos e investimentos em jurisdições mais estáveis, onde pode então ser armazenada para uso pessoal, devolvida ao país de origem para apoiar as atividades domésticas do cleptocrata ou implantada em outro lugar para proteger e projetar os interesses do regime em outro continente.

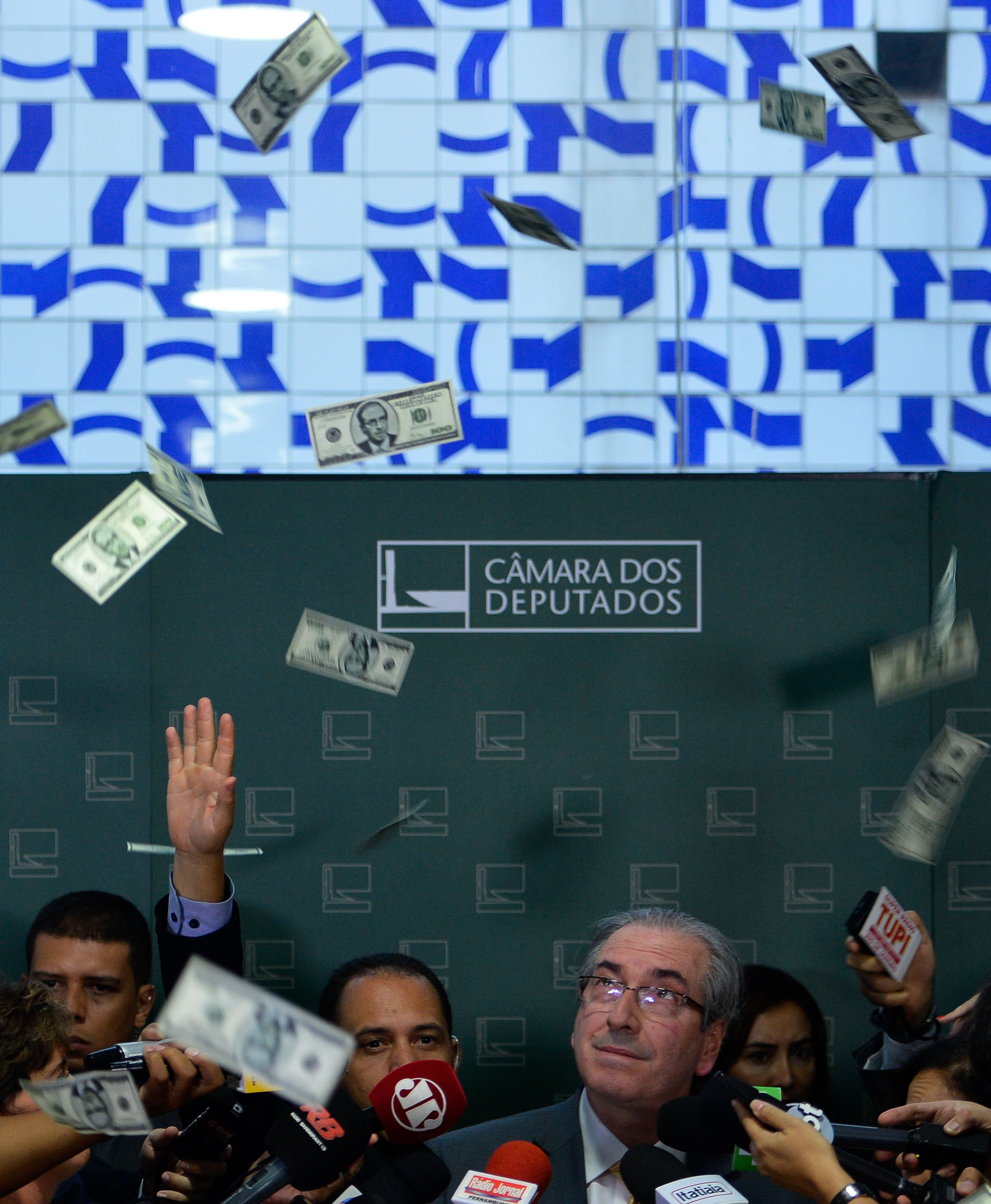
Eduardo Cunha, ex-presidente da Câmara dos Deputados do Brasil, recebendo de manifestantes uma chuva de dólares falsos com o seu rosto em forma de protesto. Cunha teve o mandato cassado em 12 de setembro de 2016 por acusações de corrupção.

Os fundos ilícitos são normalmente transferidos de uma cleptocracia para jurisdições ocidentais para lavagem de dinheiro e segurança de ativos. Desde 2011, mais de US$ 1 trilhão deixou os países em desenvolvimento anualmente em transferências financeiras ilícitas. Um estudo de 2016 descobriu que US$ 12 trilhões foram desviados da Rússia, China e economias em desenvolvimento. Os prestadores de serviços profissionais ocidentais são uma parte essencial do sistema financeiro cleptocrático, explorando lacunas jurídicas e financeiras em suas próprias jurisdições para facilitar a lavagem de dinheiro transnacional. O sistema financeiro cleptocrático normalmente compreende quatro etapas.
Primeiro, os cleptocratas ou aqueles que operam em seu nome criam empresas de fachada anônimas para ocultar as origens e a propriedade dos fundos. Múltiplas redes interligadas de empresas de fachada anônimas podem ser criadas e diretores nomeados podem ser nomeados para ocultar ainda mais o cleptocrata como o proprietário beneficiário final dos fundos.
Segundo, os fundos de um cleptocrata são transferidos para o sistema financeiro ocidental por meio de contas sujeitas a procedimentos fracos ou inexistentes de combate à lavagem de dinheiro.
Terceiro, as transações financeiras conduzidas pelo cleptocrata em um país ocidental completam a integração dos fundos. Depois que um cleptocrata compra um ativo, ele pode ser revendido, fornecendo uma origem legalmente defensável dos fundos. A pesquisa mostrou que a compra de imóveis de luxo é um método particularmente favorecido.

Quarto, os cleptocratas podem usar seus fundos lavados para se envolver em lavagem de reputação, contratando empresas de relações públicas para apresentar uma imagem pública positiva e advogados para suprimir o escrutínio jornalístico de suas conexões políticas e origens de sua riqueza.
Os Estados Unidos são a jurisdição preferida de cleptocratas internacionais para a lavagem de dinheiro.[carece de fontes?] Em um estudo forense de 2011 de casos de grande corrupção, o Banco Mundial concluiu que os Estados Unidos eram a principal jurisdição de incorporação de entidades envolvidas em esquemas de lavagem de dinheiro. O Departamento do Tesouro estima que US$ 300 bilhões sejam lavados anualmente nos Estados Unidos.

Esse sistema financeiro cleptocrático floresce nos Estados Unidos por três razões.
Em primeiro lugar, a ausência de um registro de propriedade beneficiária significa que é o país mais fácil do mundo para ocultar a propriedade de uma empresa. Os Estados Unidos produzem mais de 2 milhões de entidades corporativas por ano e 10 vezes mais empresas de fachada do que 41 outros países identificados como paraísos fiscais juntos. Atualmente, é preciso mais informações para obter um cartão de biblioteca do que para abrir uma empresa nos Estados Unidos.
Em segundo lugar, algumas das profissões com maior risco de serem exploradas para lavagem de dinheiro por cleptocratas não são obrigadas a realizar a devida diligência em clientes em potencial, incluindo agentes incorporadores, advogados e corretores de imóveis. Um estudo secreto de 2012 descobriu que apenas 10 dos 1.722 agentes de incorporação dos EUA se recusaram a criar uma empresa anônima para um cliente suspeito; uma investigação de 2016 descobriu que apenas um dos 13 escritórios de advocacia proeminentes de Nova York se recusou a aconselhar um cliente suspeito.

Terceiro, essas empresas anônimas podem então se envolver livremente em transações sem ter que revelar seu proprietário beneficiário.[carece de fontes?]
A grande maioria das transações estrangeiras é realizada em dólares americanos. Trilhões de dólares americanos são negociados no mercado de câmbio estrangeiro diariamente, tornando até mesmo grandes somas de dinheiro lavado uma mera gota no balde.[carece de fontes?]
Em meados da década de 2010, existem apenas cerca de 1.200 condenações por lavagem de dinheiro por ano nos Estados Unidos e os que cometem esse crime enfrentam menos de 5% de chance de serem condenados. Raymond Baker estima que as agências de aplicação da lei falha em 99,9% dos casos em detectar lavagem de dinheiro por cleptocratas e outros criminosos financeiros.
Outros países ocidentais favorecidos por cleptocratas incluem a Suíça, África do Sul, o Reino Unido e suas dependências, especialmente as Ilhas Virgens Britânicas, as Ilhas Cayman, Guernsey e Jersey. Os países na União Europeia que são particularmente favorecidos por cleptocratas incluem Chipre, os Países Baixos e os países das antigas Antilhas Neerlandesas.

## Cleptomania política e corporativa
Outras formas de sociedade de ladrões que podem induzir uma "cultura de fraude sistemática" foram descritas como "cleptomania política e corporativa". Neste caso, o roubo e o desvio de dinheiro enriquecem não apenas altos funcionários do governo, mas uma classe restrita de plutocratas, que geralmente representam indivíduos e famílias ricas que acumularam grandes ativos por meio do uso de favoritismo político, legislação de interesses especiais, monopólios, incentivos fiscais especiais, intervenção estatal, subsídios ou enxerto total. Este tipo de sistema econômico de espólios políticos às vezes é chamado de capitalismo de compadrio.

## Efeitos

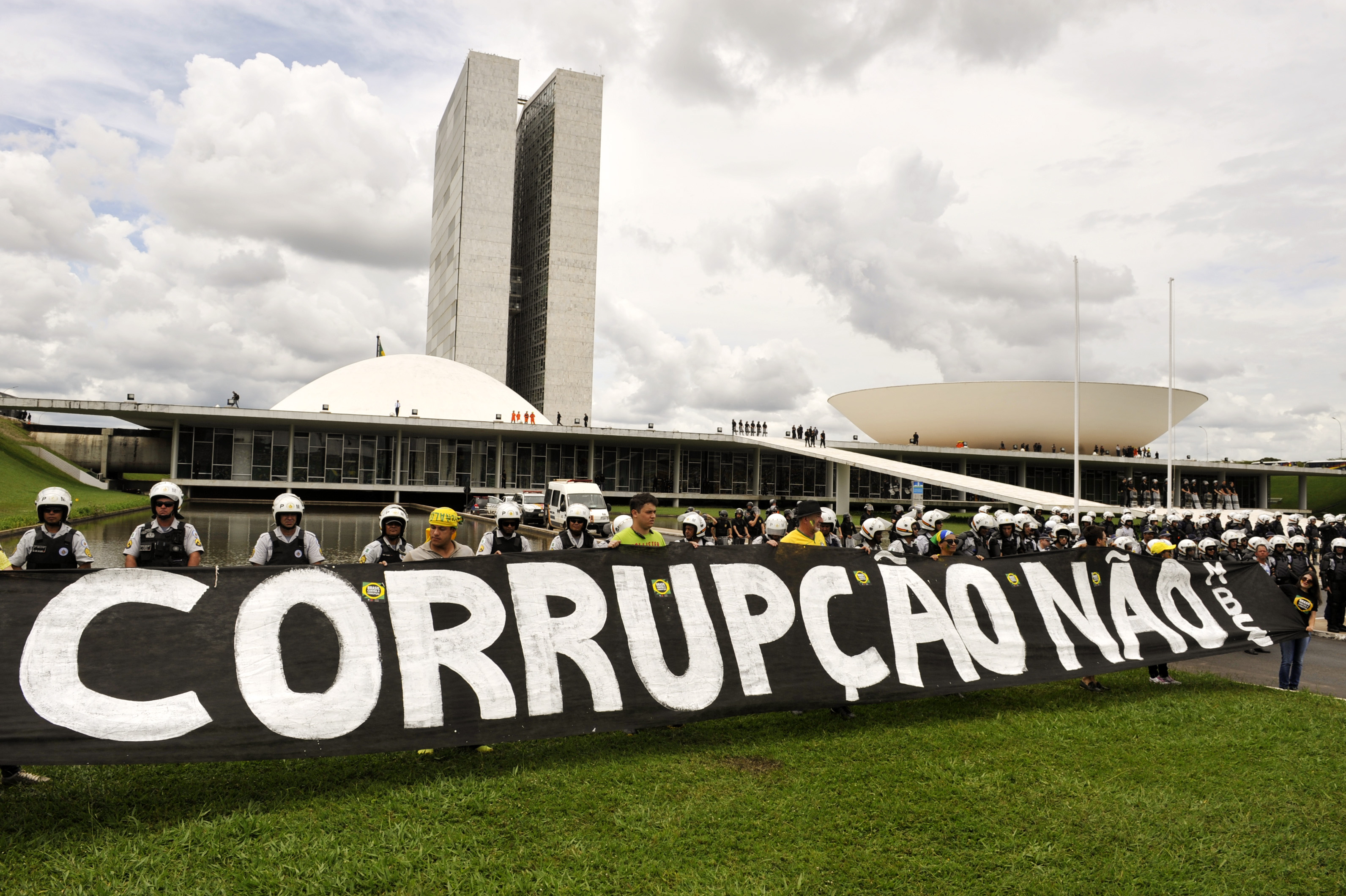
Manifestantes estendem faixa contra a corrupção no Brasil, em frente ao Palácio do Congresso Nacional em Brasília, em 2015.

Os efeitos de um regime ou governo cleptocrático em um país são tipicamente adversos no que diz respeito ao bem-estar da economia, política e direitos civis de um Estado. A governança cleptocrática normalmente arruína as perspectivas de investimento estrangeiro e enfraquece drasticamente o mercado interno e o comércio internacional. Como as cleptocracias costumam desviar dinheiro de seus cidadãos por meio do uso indevido de fundos derivados de pagamentos de impostos ou se envolverem intensamente em esquemas de lavagem de dinheiro, elas tendem a degradar fortemente a qualidade de vida dos cidadãos.
Além disso, o dinheiro que os cleptocratas roubam é desviado de fundos destinados a obras públicas, como a construção de hospitais, escolas, estradas, parques - tendo ainda mais efeitos adversos na qualidade de vida dos cidadãos. A oligarquia informal que resulta de uma elite cleptocrática subverte a democracia (ou qualquer outro forma política).

## Exemplos

### Classificação internacional
No início de 2004, a ONG anticorrupção com sede na Alemanha, Transparência Internacional, divulgou uma lista do que acredita serem os 10 líderes mais cleptocratas dos últimos anos.
Em ordem de valor supostamente roubados (em dólar dos Estados Unidos), foram:
1. Ex-presidente da Indonésia, Suharto ($ 15 bilhões - $ 35 bilhões entre 1967 e 1998)
2. Ex-presidente das Filipinas, Ferdinand Marcos ($ 5 bilhões - $ 10 bilhões entre 1972 e 1986)
3. Ex-presidente do Zaire, Mobutu Sese Seko ($ 5 bilhões entre 1965 e 1997)
4. Ex-chefe de Estado da Nigéria, Sani Abacha ($ 2 bilhões - $ 5 bilhões entre 1993 e 1998)
5. Ex-presidente da Iugoslávia e da Sérvia, Slobodan Milošević ($ 1 bilhão entre 1989 e 2000)
6. Ex-presidente do Haiti, Jean-Claude Duvalier ($ 300 milhões - $ 800 milhões entre 1971 e 1986)
7. Ex-presidente do Peru, Alberto Fujimori ($ 600 milhões entre 1990 e 2000)
8. Ex-primeiro-ministro da Ucrânia, Pavlo Lazarenko ($ 114 milhões  - $ 200 milhões entre 1996 e 1997)
9. Ex-presidente da Nicarágua, Arnoldo Alemán ($ 100 milhões entre 1997 e 2002)
10. Ex-presidente das Filipinas, Joseph Estrada ($ 78 milhões - $ 80 milhões entre 1998 e 2001)

## Narcocleptocracia
Uma narcocleptocracia é uma sociedade em que criminosos envolvidos no tráfico de drogas têm influência indevida na governança de um estado. Por exemplo, o termo foi usado para descrever o regime de Manuel Noriega no Panamá em um relatório preparado por uma subcomissão do Comitê de Relações Exteriores do Senado dos Estados Unidos presidida pelo senador de Massachusetts John Kerry.
Em 2020, os Estados Unidos acusaram Nicolás Maduro de tráfico de drogas, assim como muitos funcionários e chefes de seu governo.